# Ромоло Джеси
Ромоло Джеси (на италиански: Romolo Gessi) е италиански армейски офицер, изследовател на Африка.

## Ранни години (1831 – 1876)
Роден е на 30 април 1831 година на кораб на път за Константинопол в района между Равена и Малта, в семейството на Марк Мазилки, адвокат и британски консул в Османската империя. Прекарва юношеството си в Константинопол и в други региони на Балканите, където баща му има дипломатически мисии. Постъпва във военна академия първо във Винер Нойщат в Австрия, а по-късно в град Хале в Германия. През 1848 г., Джеси започва работа в британското консулство в Букурещ. По време на Кримската война (1854 – 1855), в която взема участие, се среща и сприятелява с командващия британския експедиционен корпус генерал Чарлз Джорд Гордън.
След като напуска Румъния, в периода 1859 – 1860 участва в доброволческите отряди на Джузепе Гарибалди. След провъзгласяването на Кралство Италия, Джеси кандидатства за италианско гражданство и продължава редовната си военна служба в италианската армия.
През 1873 г. заминава за Африка, където приятеля му Чарлз Гордън става губернатор на Англо-Египетски Судан и се борят срещу търговията с роби.

## Експедиционна дейност (1876 – 1880)
През март 1876, заедно с Карло Пяджа, от Нимуле се изкачва по река Бели Нил с две лодки и достига да изхода на реката от езерото Алберт, като окончателно отстранява всякакви съмнения относно правилността на възгледите на Джон Хенинг Спик. Между Нимуле и езерото, Бели Нил се оказва широка и дълбока плавателна река с бързо течение. През април същата година извършва първото кръгово плаване по езерото и за свое удивление, открива, че то е много по-малко, отколкото го смята Самюъл Уайт Бейкър. След като оправя грешката на Бейкър, Джеси установява отсъствието на друг отток от езерото освен този на Бели Нил. Освен това италианският изследовател открива, че малко след изтичането си от езерото реката се разделя на няколко ръкава, които не изследва цялостно и дълго време се счита, че някои от тях може би се свързват с река Уеле. По-късно това твърдение е опровергано от изследванията на руския пътешественик Василий Юнкер.
Изследванията му са публикувани още същата година под заглавието: „Exploration du lac Albert Nyanza“ (Bulletin de la Société de Géographie de Paris, 1876, juin).

## На път за Италия и смърт (1881)
През март 1881 г., сериозно болен и на носилка, Джеси предприема пътуване обратно към Италия през Хартум. На 22 март в Суакин среща италианския изследовател Луиджи Пенаци, който поема грижите за него и заедно плават на египетския параход „Загазиг“ към Суец, където на 22 април е приет в болница. На 1 май умира в ръцете на Пенаци на 50-годишна възраст. Погребан е в Равена, родното място на баща му.
През 1891 г., синът му Феличе публикува мемоарите на баща си в книгата: „Sette anni nel Sudan egiziano“ (Milano, 1891).